# 어느 날, 사랑이 걸어왔다
《어느 날, 사랑이 걸어왔다》(영어: Lullaby for Pi)는 2010년 개봉한 캐나다와 프랑스의 드라마 영화이다.

## 줄거리
사랑하는 사람을 잃고 슬픔에 잠겨 있던 한 뮤지션은 독특한 예술가를 만나면서 예상치 못한 사랑을 시작하게 된다. 이들의 만남은 평범하지 않은 방식으로 진행되며, 슬픔을 극복하는 과정과 새로운 사랑의 가능성을 섬세하게 그려낸다.

## 출연진
- 루퍼트 프렌드 - 샘 역
- 클레망스 포에지 - 파이 역
- 포리스트 휘터커 - 조지 역
- 세라 웨인 캘리스 - 조세핀 역
- 콜린 로런스 - 잭 역
- 찰리 윈스턴 - 본인 역